# Prijevoj Jezerski vrh
Jezerski vrh ili Seebergovo sedlo (slo. Jezerski vrh; njem. Seebergsattel), također samo Seeberg (Jezersko) je visoki planinski prijevoj koji povezuje Bad Eisenkappel u austrijskoj pokrajini Koruškoj s Jezerskim u slovenskoj regiji Koruškoj. Nalazi se u Južnim vapnenačkim Alpama, između Karavanki na zapadu i Kamniško-Savinjskih Alpa na istoku.
Cesta preko prijevoja vjerojatno je rimskog podrijetla, a vodila je iz doline Drave u pokrajini Noricum prema gradu Akvileji. Granica na vrhu provedena je nakon raspada Austro-Ugarske Ugovorom iz Saint-Germaina 1919. godine. Danas autocesta Seeberg (B 82) vodi s austrijske strane do graničnog prijelaza na prijevoju. Neposredno iza slovenske granične postaje nalazi se gostionica. Na slovenskoj strani državna cesta br. 210 spušta se od Seeberga do Jezerskog s panoramskim pogledom na Kamniške Alpe.
Seebergovo sedlo također je poznato kao Koruški Seeberg kako bi se razlikovalo od prijevoja Aflenzer Seeberg u Sjevernim vapnenačkim Alpama.

## Vanjske poveznice
|  | Zajednički poslužitelj ima još gradiva o temi Prijevoj Jezerski vrh |

- Profile on climbbybike.com  Arhivirana inačica izvorne stranice od 8. srpnja 2011. (Wayback Machine)